# ویدانچچگودا
ویدانچچگودا (به لاتین: Vidaneachchilagegoda) یک منطقهٔ مسکونی در سری‌لانکا است که در استان جنوبی (سری‌لانکا) واقع شده‌است.